# Lee Toland Krieger
Lee Toland Krieger (Los Angeles, 24 gennaio 1983) è un regista, sceneggiatore, produttore cinematografico e produttore televisivo statunitense.

## Biografia
È nato e cresciuto a Los Angeles, California. Suo nonno era l'attore Lee Krieger (1919-1967). Ha iniziato ad appassionarsi al cinema all'età di 13 anni quando il suo vicino di casa, il produttore cinematografico Steve Perry, lo ha portato sul set del film Decisione critica. Durante il liceo e il college Krieger ha lavorato per Perry, Neil LaBute e il suo socio di produzione Gail Mutrux. Si è laureato presso l'University of Southern California's School of Cinema and Television nel 2005.
Nel 2004 Krieger ha fondato una società di produzione, la Autumn Entertainment, con cui ha prodotto il suo primo film da regista December Ends. Nel 2008 ha scritto e diretto The Vicious Kind, presentato in anteprima al Sundance Film Festival 2009, che ha ottenuto numerosi riconoscimenti e una candidatura agli Independent Spirit Awards per la migliore sceneggiatura. 
Nel 2012 dirige Separati innamorati, basato su una sceneggiatura scritta da Rashida Jones e Will McCormack, presentato in anteprima al Sundance Film Festival dello stesso anno. Krieger ha inoltre diretto numerosi spot pubblicitari e video musicali per Universal Music Group e The Island Def Jam Music Group. Sempre nel 2012 ha diretto il cortometraggio Modern/Love, con Robert Schwartzman e Naomi Scott, che fa parte del progetto Roman Coppola's Director's Bureau, per la diffusione dell'ultrabook di Intel.
Nell'aprile 2015 esce nelle sale statunitensi Adaline - L'eterna giovinezza, con protagonisti  Blake Lively e Michiel Huisman.

## Filmografia

### Regista
- December Ends (2006)
- The Nature of Space & Time (2008) - cortometraggio
- The Vicious Kind (2009)
- Separati innamorati (Celeste and Jesse Forever) (2012)
- Modern/Love (2012) - cortometraggio
- Denise (2012) - cortometraggio
- Adaline - L'eterna giovinezza (The Age of Adaline) (2015)
- Tenebre e ossa (Shadow and Bone) - serie TV (2021)

### Sceneggiatore
- December Ends (2006)
- The Nature of Space & Time (2008) - cortometraggio
- The Vicious Kind (2009)
- Modern/Love (2012) - cortometraggio

### Produttore
- December Ends (2006)
- The Nature of Space & Time (2008) - cortometraggio
- The Vicious Kind (2009)
- Le terrificanti avventure di Sabrina (2018 - in produzione)
- Superman & Lois - serie TV (2021-in corso)